# Matthew Henson
Matthew Alexander Henson (Nanjemoy, Maryland, 8 d'agost de 1866 – Bronx, Nova York, 9 de març de 1955) va ser el primer explorador àrtic afroamericà, associat amb Robert Peary, va realitzar set viatges al pol nord en un període de 23 anys. Juntament amb Peary, va realitzar sis expedicions en un total de 18 anys. Henson va treballar com a navegant i artesà, comerciant amb els Inuits i aprenent el seu llenguatge, essent conegut com el “primer home” de Peary en aquells difícils viatges.
En el transcurs d'una expedició a Groenlàndia, el 1909, Henson va acompanyar a Peary en un petit grup, conformat per 4 Inuits, en el que es considera el primer cop que un humà se situava al Pol nord geogràfic (tot i que aquesta fita és objecte de disputa). Henson va ser convidat, el 1937, a ser membre del The Explorers Club, a conseqüència del seu èxit, motiu pel qual es va convertir en el primer afroamericà en ser-hi acceptat. El 1948 en va ser fet membre honorari, distinció atorgada anualment a 20 persones. Basant-se en la recerca realitzada en el diari de Peary, així com mitjançant observacions astronòmiques, Wally Herbert, un antic explorador àrtic que va arribar al Pol nord el 1969, va concloure el 1989 que l'equip de Peary no havia aconseguit arribar al Pol. Aquestes conclusions han estat àmpliament acceptades, però encara hi ha focus de disputa.
Henson va publicar les seves memòries sota el títol A Negro Explorer at the North Pole (1912),les quals incloïen un pròleg i una lloança de Peary. A finals del segle xx, les contribucions de Henson van rebre més reconeixement. Per ordre presidencial, el 1988 les restes de Henson i de la seva dona van ser reubicades al monument del Cementiri nacional d'Arlington, al costat de les de Peary i la seva esposa. Henson va rebre nombrosos honors pòstums a partir d'aleshores. A finals del segle xx, es van localitzar els descendents de Henson i Peary amb les seves mullers inuits, que van ser convidats a viatjar als Estats Units per conèixer a la resta de la seva família, a més d'assistir a la cerimònia de 1988.

## Biografia

### Joventut i educació
Henson va néixer a una granja a Nanjemoy (Maryland), el 8 d'agost de 1866, en una família de parcers que eren gent lliure de color abans de la Guerra Civil americana. Va tenir una germana gran, nascuda el 1864, i dues germanes petites. La mare de Matthew va morir quan ell tenia dos anys, i llavors el seu pare es va tornar a casar amb una dona anomenada Caroline, que tenia també fills propis, incloent filles i un fill. Després de la mort del seu pare, Matthew va ser enviat a viure amb un oncle a Washington DC, que li va pagar uns quants anys d'escola abans de morir. Després de la mort del seu oncle, Henson va aconseguir un treball com a rentaplats al "Janey's Home-Cooked Meals Cafe".
Amb dotze anys, el jove va decidir marxar a Baltimore (Maryland), on es va fer a la mar com a noi de cabina d'un vaixell mercant anomenat Katie Hines. El Capità Childs va prendre a Henson sota la seva protecció, tractant al noi com un fill i ensenyant-li a llegir i escriure. Childs i Henson van ser molt propers durant molt temps. Henson va servir com a mariner al voltant del món durant diversos anys, visitant països com Xina, Japó, les Filipines, França, Àfrica i el sud de Rússia. Així, es va convertir en autodidacte i expert navegant. Després de la mort de Childs, el 1883, Henson començà a treballar com a mariner i, posteriorment, a terra.